# House of Drag
House of Drag es un concurso de telerrealidad de Nueva Zelanda producido por Warner Bros. International TV Production New Zealand para TVNZ OnDemand y OutTV. Debutó el 15 de noviembre de 2018 en TVNZ OnDemand. Es presentado por las drag queens de Nueva Zelanda, Kita Mean y Anita Wigl'it. La temporada 2 se estrenó el 1 de febrero de 2020.
En la primera temporada participaron nueve concursantes, ocho drag queens y un drag king, que emprendieron una serie de desafíos "torpemente fabulosos". El participante que ganó cada semana tenía el poder de seleccionar a dos compañeros que, en su opinión, deberían estar entre los últimos de la semana. Kita Mean y Anita Wigl'it luego decidieron quién "tendría la luz atenuada" y sería enviado a casa. Los concursantes compitieron para ser coronados como los ganadores de The House of Drag, llevarse a casa un premio de $10,000, un televisor LG Smart LED de 55" y un año de banda ancha gratis, cortesía del patrocinador del programa, Chorus Limited.
La primera temporada tuvo como ganador a Hugo Grrrl, mientras que en la segunda temporada la victoria fue de Spankie Jackzon.